# Chirostomias pliopterus
Chirostomias pliopterus is een straalvinnige vissensoort uit de familie van Stomiidae. De wetenschappelijke naam van de soort is voor het eerst geldig gepubliceerd in 1930 door Regan & Trewavas.